# Punto catenella

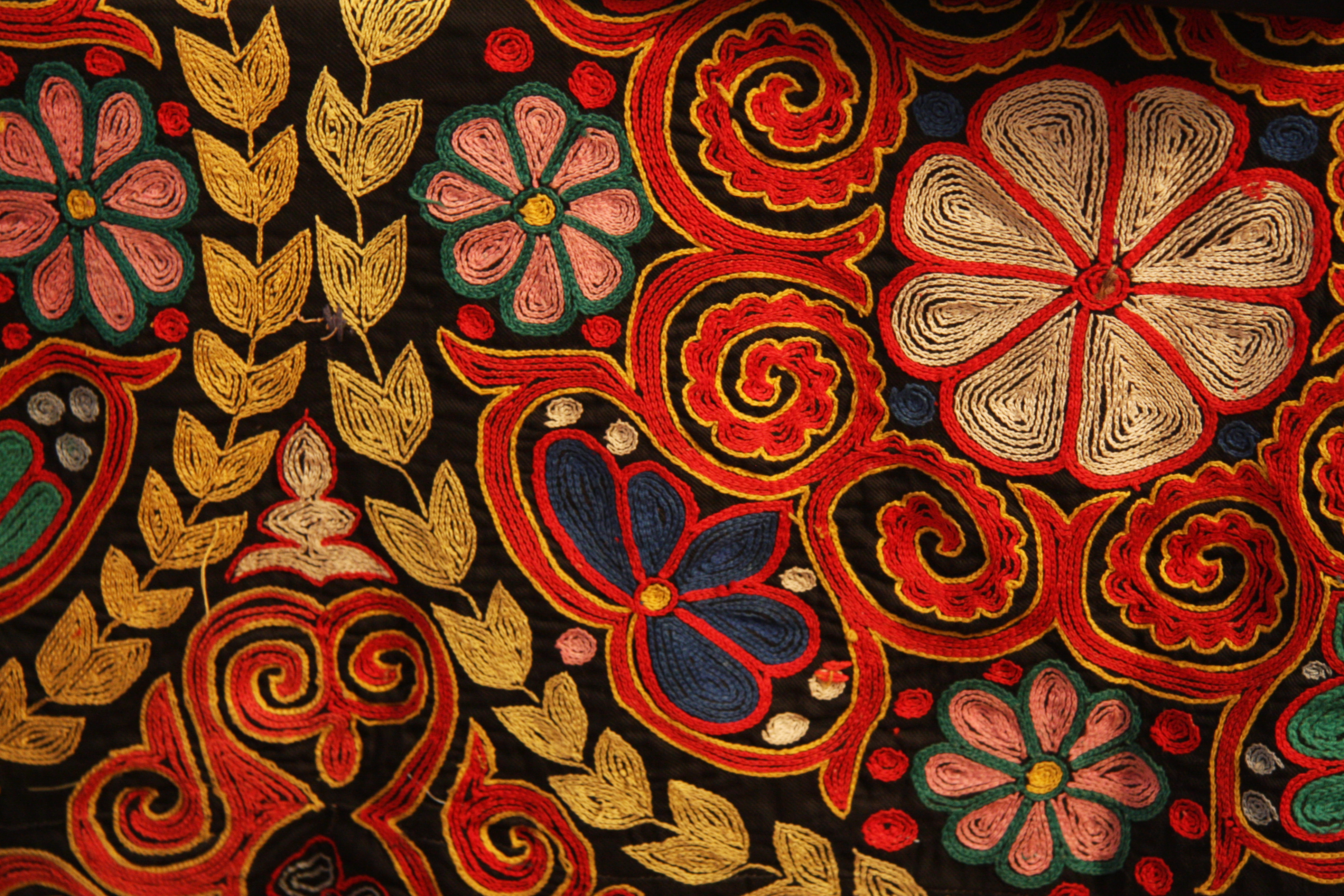
Tradizionale ricamo a punto catenella su un tappeto contemporaneo del Kazakistan.

Il punto catenella è una tecnica di cucito e ricamo in cui una serie di punti ad anello formano un motivo simile a una catena. È molto antico - sono sopravvissuti esempi di ricami cinesi a punto catenella datati al periodo degli Stati Combattenti (V - III secolo a.C.). Se fatto a mano, non richiede che l'ago passi attraverso più strati di tessuto, perciò è comodo per abbellire la superficie vicino alle cuciture sul tessuto finito. Poiché può formare linee fluenti e curve, si usa in molti stili che simulano il disegno.
Viene utilizzato anche per creare macramè e lavori all'uncinetto.

## Storia

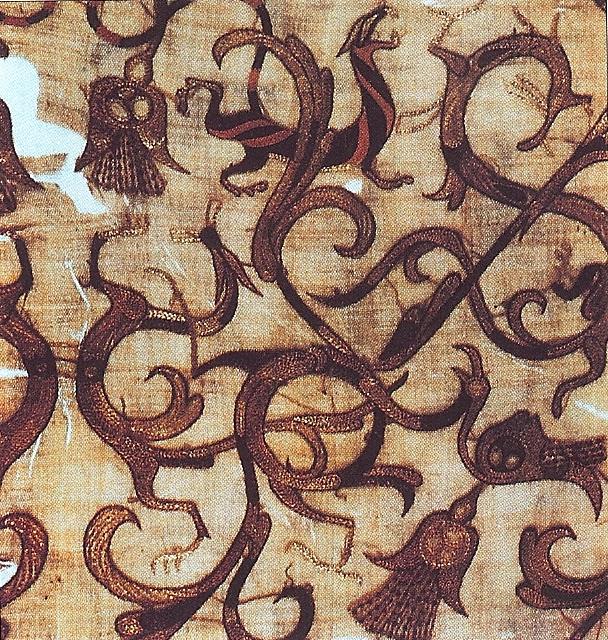
Dettaglio di un indumento rituale, di velo di seta ricamato, risalente al IV secolo a.C., tomba dell'era Zhou a Mashan, provincia di Hubei, Cina. Righe di punti a catenella uniformi e rotondi vengono utilizzate sia per il contorno che per il riempimento dei colori.

Le prime testimonianze archeologiche di ricami a punto catenella risalgono al 1100 a.C. in Cina. Trovato nelle tombe reali, era realizzato utilizzando fili di seta. I disegni a punto catenella si diffusero anche in Persia attraverso la via della seta.

## Applicazioni

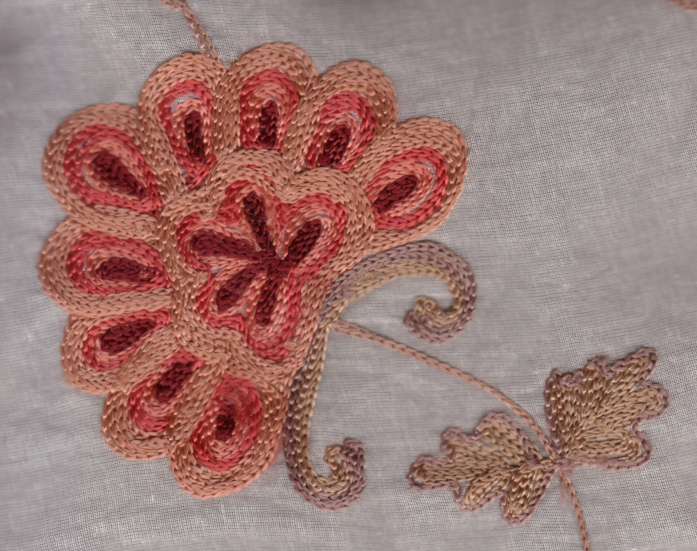
Ricamo a macchina a punto catenella su una tenda, Cina, inizio XXI secolo.

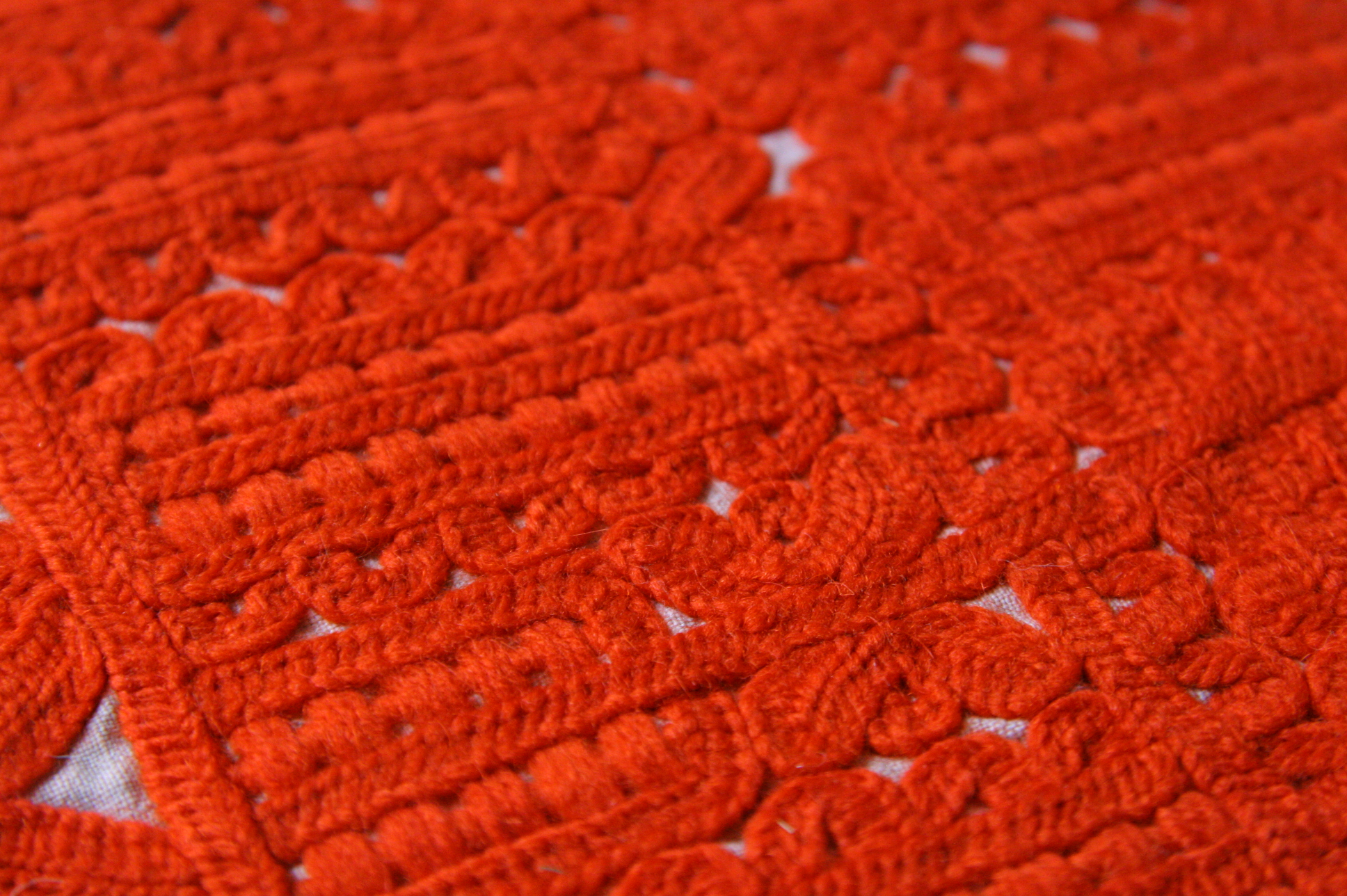
Punto catenella aperto, Kalotaszeg, inizi del XX secolo.

### Ricamo a mano
Il punto catenella e le sue varianti sono fondamentali per il ricamo tradizionale di molte culture, come il munda (Kashmir), resht (Iran), suzani (Asia centrale), ricamo scritto (Ungheria), ricamo di Jacobean e crewelwork (ricamo con filo di lana).

### Macchine da cucire e ricamo
Il punto catenella era quello usato dalle prime macchine per cucire; tuttavia, poiché è facilmente eliminabile dal tessuto, è stato presto sostituito con il più sicuro punto annodato. Questa facilità di scucirsi del punto a catenella a filo singolo, più specificamente nota come ISO 4915: 1991 punto 101, continua a essere sfruttata a scopi industriali nella chiusura di borse per prodotti sfusi.
Il ricamo a punto catenella eseguito a macchina, spesso in disegni tradizionali su tessuto lavorato a mano, si trova su tendaggi, biancheria da letto e tappezzeria.

## Galleria di punti a mano

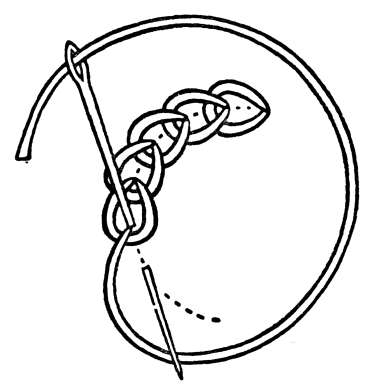
Punto catenella semplice
Punto treccia
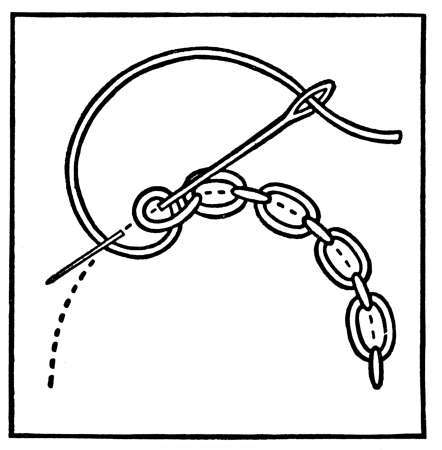
Punto catena
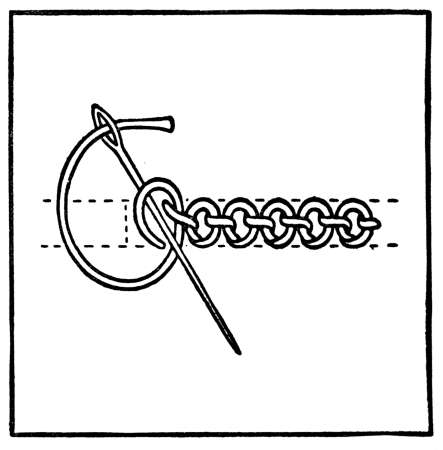
Punto catenella annodato
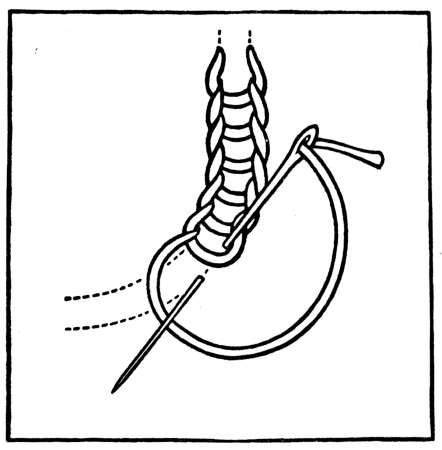
Punto catenella allargato (punto scala)
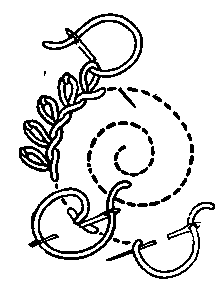
Punto margherita
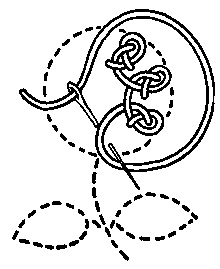
Punto rosetta
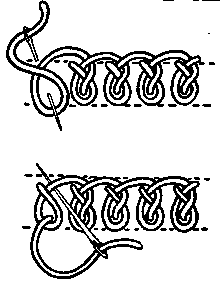
Rosetta a catenella lineare
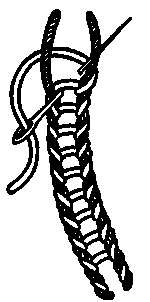
Punto catenella cingalese
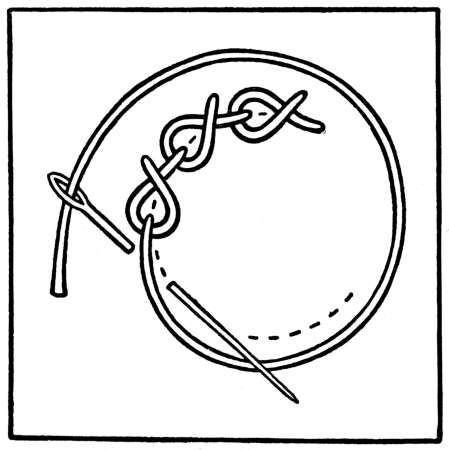
Punto catenella ritorto
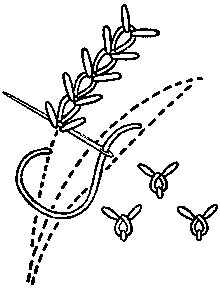
Punto catenella russo
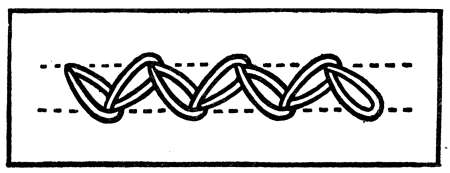
Punto catenella a zig-zag

### Varianti realizzate a macchina
- Il punto catenella semplice inizia infilando l'ago attraverso il tessuto. Quindi, mentre l'ago sale verso l'alto, grazie all'attrito del filo contro il tessuto si forma un piccolo anello sul lato inferiore dello stesso. Questo anellino viene catturato da un ago circolare che si trova sotto il lavoro. Poi la macchina sposta il tessuto in avanti proiettando l'anello sul lato inferiore dal punto precedente. Successivamente l'ago passa attraverso l'anello precedente. L'ago circolare rilascia quindi il primo anello, preleva uno nuovo, e il processo si ripete.[9]
- Il punto catenella doppio si fa con due fili. È usato raramente nelle macchine odierne, tranne che per scopi ornamentali, perché richiede molto filo.[9] Si usa in imballaggi di materiale sfuso, per chiudere grandi sacchi, dove torna utile perché consente una facile apertura del contenitore.

## Galleria d'immagini

Formazione di una catenella semplice usando un anello.
Formazione del punto catenella a doppia chiusura.
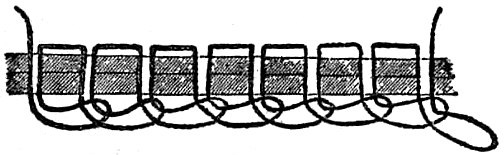
Punto catenella semplice.
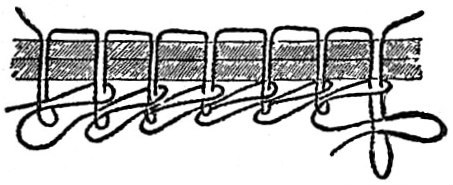
Punto catenella doppio.